# Маргарита де Бурбон
Маргарита де Бурбон (фр. Marguerite de Bourbon; 1211—12 апреля 1256) — жена Теобалда I Наваррского, графиня Шампани и королева Наварры, дочь Аршамбо VIII Великого, сеньора де Бурбон. Регент королевства Наварра (1253—1256).
В 1232 году Маргарита вышла замуж за Теобалда I Наваррского, графа Шампани и короля Наварры. В этом браке родились:
- Элеонора (1233—?) — умерла юной.
- Пьер (Педро) (?—1265)
- Маргарита — герцогиня Лотарингии, в 1255 году вышла замуж за Фредерика III, герцога Лотарингии (1238—1303)
- Теобалд II Наваррский (1238—1270) — король Наварры, в 1255 году женился на Изабелле Французской (дочери Людовика IX Святого)
- Беатриса (1242—1295) — герцогиня Бургундии, в 1258 году вышла замуж Гуго IV, герцога Бургундии (1212—1272)
- Энрике I Толстый (1244—1274) — король Наварры, женат на Бланке д’Артуа в 1269 году.

В 1253 году умер Теобальд I и Маргарита стала регентшей вместе с Хайме I Арагонским при своем старшем сыне Теобалде II Наваррском до того, как он достиг совершеннолетия в 1256 году.
Короли Кастилии давно желали стать повелителями королевства Наварра в Пиренеях, а с 1250 года Фердинанд III Кастильский и его наследник, Альфонсо X Кастильский, планировали, что выдадут Элеонору Кастильскую замуж за Теобальда II Наваррского. Опасаясь усиления Кастильского влияния, в 1252 году Маргарита заключила союз с Хайме I Арагонским, одним из условий договора торжественно обещая, что Теобальд никогда не женится на Элеоноре Кастильской.
В итоге Маргарита женила Теобальда II на Изабелле, дочери короля Франции Людовика IX и Маргариты Прованской. Элеонора Кастильская позже вышла замуж за короля Англии Эдуарда I и была матерью шестнадцати детей. Маргарита скончалась в Бри 12 апреля 1256 года на 45 году жизни.